# María Azambuya
María Azambuya   (Montevideo, 5 d'octubre de 1944 - Montevideo, 26 de febrer de 2011) va ser una actriu i directora de teatre uruguaiana.

## Biografia
María Azambuya va estudiar a l'Escola Municipal d'Art Dramàtic (EMAD) i el 1973 es va integrar al ventall de teatre El Galpón, on va representar més de cinquanta obres com a actriu i va ser directora i docent fins a la seva defunció. Entre 1992 i 2010 va ser docent de la Càtedra d'Art Escènic de Teatre Rioplatenc i Llatinoamericà de la EMAD.
Durant la dictadura cívic-militar (1973-1985) es va exiliar a Mèxic junt amb la major part de l'elenc del teatre El Galpón.
Va actuar en obres com L'avar, de Molière (1973); Plutus, d'Aristófanes (1974); Doña Ramona de Víctor Manuel Leites (1974); Voces de amor y lucha (creació col·lectiva representada a Mèxic el 1980); Artigas general del pueblo, de Milton Schinca i Rubén Yáñez (Mèxic, 1981); El patio de la Torcaza, de Carlos Maggi (1986); Rasga corazón, d'Oduvaldo Vianna Filho (1988); ¡Ay, Carmela!, de José Sanchis Sinisterra (1990); El alma buena de Se-Chuan, de Bertolt Brecht; El presoner de la Segona Avinguda, de Neil Simon; Luces de bohemia, de Ramón del Valle-Inclán, entre d'altres.
Va dirigir Un hombre es un hombre de Brecht el 2008. Aquest mateix any l'obra va guanyar el premi Florencio a «millor elenc» i va estar nominada al Florencio a «millor espectacle». També va dirigir obres de teatre infantil i juvenil com Buscabichos, sobre relat de Julio César da Rosa; Tabaré; Te cuento un cuento...Perico; Las cuatro estaciones i altres obres com La Dorotea de Lope de Vega; Hasta el domingo de Maria Inés Falconi; Gota de agua de Chico Buarque i Paulo Pontes; entre d'altres.
El 2010 va ser nominada al premi Florencio com a «millor actriu» pel seu paper a Agosto (Condado de Osage), de Tracy Letts, amb la direcció d'Héctor Guido.
El seu últim treball com a actriu va ser amb l'elenc de Montevideanas, que va integrar durant totes les seves temporades, amb direcció de Manuel González Gil.